# Sheffield-klass
Sheffield-klass var en klass med robotbeväpnade jagare byggda för Brittiska flottan. Ytterligare två fartyg byggdes för Argentinska flottan. Två fartyg, HMS Sheffield och HMS Coventry sänktes under Falklandskriget och även HMS Glasgow skadades svårt.

## Utveckling
Sheffield-klassen konstruerades för att fylla luckan efter den betydligt större Bristol-klassen som lades ner efter att det första fartyget HMS Bristol byggts. Bristol-klassen skulle i sin tur ha ersatt den äldre County-klassen som började bli omodern. Klassens huvudsakliga uppgift var luftförsvar och för det var huvudbeväpningen robotsystemet Sea Dart.
Den ursprungliga konstruktionen hade ett längre skrov (samma som sedan kom att användas i batch 3), men av besparingsskäl kortades skrovet av med 14 meter, något som påverkade fartygens egenskaper i grov sjö negativt. Det första fartyget Sheffield utrustades ursprungligen med två ”Musse Pigg-öron” på skorstenen för att rikta avgaserna bort från radarmasten. Dessa visade sig bli så varma att de utgjorde ett utmärkt mål för värmesökande robotar. Dessa monterades därför bort 1979 och ersattes med ett system för att kyla avgaserna med luft, något som även infördes på senare fartyg.
Fartygen i batch 2 fick nyare radar och sonar och en något ändrad inre layout. Det var först de sista fyra fartygen i batch 3 som fick den ursprungligen tänkta längden. De fick också en extra förstärkning av bordläggningen för att ge extra styvhet åt skrovet.
Under Falklandskriget visade det sig att avsaknaden av närluftvärn var en katastrofal brist. Sea Dart-robotarna kunde inte användas mot mål på låg höjd som sjömålsrobotar och lågtflygande attackflyg. För att råda bot på det utrustades alla brittiska fartyg i Sheffield-klassen med en Phalanx CIWS på var sin sida om skorstenen.
Trots sina brister och med tiden allt mer ålderstigna design var Sheffield-klassen Royal Navys huvudsakliga luftförsvarsplattform in på 2000-talet. I synnerhet under 2000-talets första decennium när  Invincible-klassen förlorat sina Sea Dart-robotar och Sea Harriers var fartygen i Sheffield-klassen brittiska flottans enda luftförsvarsvapen med räckvidd och kapacitet att försvara en flottstyrka.

## Export
Den 18 maj 1970 beställde Argentina två fartyg konstruerade enligt batch 1. Det första, Hércules, byggdes i Storbritannien medan det andra, Santísima Trinidad byggdes på licens i Argentina. Hércules levererades till Argentina innan militärkuppen 24 mars 1976. Santísima Trinidad var då ännu inte färdig, bland annat blev hon saboterad av gerillarörelsen Montoneros 22 augusti 1975, men hon färdigställdes och togs i tjänst innan Falklandskriget. De argentinska fartygen hade i stort sett samma utrustning som de brittiska med undantag av att torpedtuberna var ersatta av fyra stycken Exocet-robotar.

## Fartyg i klassen

### Sheffield
Beställd: 14 november 1968, Påbörjad: 15 januari 1970, Sjösatt: 10 juni 1971, Tagen i tjänst: 16 februari 1975, Sänkt 10 maj 1982.

Sheffield sänktes i Falklandskriget. Klockan 7:50 den 4 maj 1982 upptäcktes hon av en argentinsk P-2 Neptune sydöst om Falklandsöarna. Neptune-planet återfick kontakten kl 8:14 och kl 8:43 och vidarebefordrade positionen till försvarsledningen. Klockan 9:45 startade två argentinska Super-Étendard från flygbasen i Río Grande beväpnade med Exocet-robotar med uppdrag att anfalla Sheffield. Klockan 10:35 återfick Neptune-planet radarkontakt och dirigerade de två Super-Étendard-flygplanen mot den. Attackflygplanen fick inte radarkontakt förrän runt kl 11 och de avfyrade var sin robot kl 11:04 på cirka 40 km avstånd. Några minuter senare träffade den ena roboten Sheffield midskepps medan den andra missade. Roboten som träffade exploderade inte, men raketbränslet startade en våldsam brand i maskinrummet som snabbt blev utom kontroll. Sheffield togs under bogsering av fregatten HMS Yarmouth, men i den hårda sjön trängde vatten in genom hålet i skrovet. Sheffield sjönk till sist 10 maj. Totalt 20 man dödades i attacken.

### Birmingham
Beställd: 21 maj 1971, Påbörjad: 28 mars 1972, Sjösatt: 30 juli 1973, Tagen i tjänst: 3 december 1976, Avrustad: 31 december 1999

Birmingham deltog inte i Falklandskriget, men efter kriget genomförde hon flera patruller i Sydatlanten och Medelhavet. År 1988 upprustades hon i Rosyth och fick då bland annat sina Phalanx-kanoner. Därefter skickades hon på patrull i Persiska viken. Den 10 december 1999 återkom hon till Portsmouth efter sin sista patrull. Den 31 december avrustades hon och seglade därefter för egen maskin till Devonport där hon kannibaliserades på reservdelar till sina systerfartyg. I maj 2000 såldes hon som skrot och 20 oktober skrotades hon i Spanien.

### Newcastle
Beställd: 11 november 1971, Påbörjad: 21 februari 1973, Sjösatt: 24 april 1975, Tagen i tjänst: 23 mars 1978, Avrustad: 1 februari 2005

I november 1997 avseglade Newcastle till Karibien för att understödja USA:s kustbevakning i kampen mot narkotika. Under den patrullen genomförde hon även humanitära insatser i Montserrat efter att vulkanen Soufrière Hills fått flera utbrott. Newcastle återvände till Portsmouth 10 juli 1998. Under 1999 agerade hon luftförsvarseskort åt HMS Invincible under Kosovokriget. År 2002 genomförde hon en sex månader lång patrull utanför Sierra Leones kust för att övervaka vapenvilan efter inbördeskriget. Sin sista patrull genomförde hon i Medelhavet under första halvan av 2004. Den 1 februari 2005 avrustades hon och plundrades på reservdelar för att i november 2008 bogseras iväg till Aliağa i Turkiet för skrotning.

### Coventry

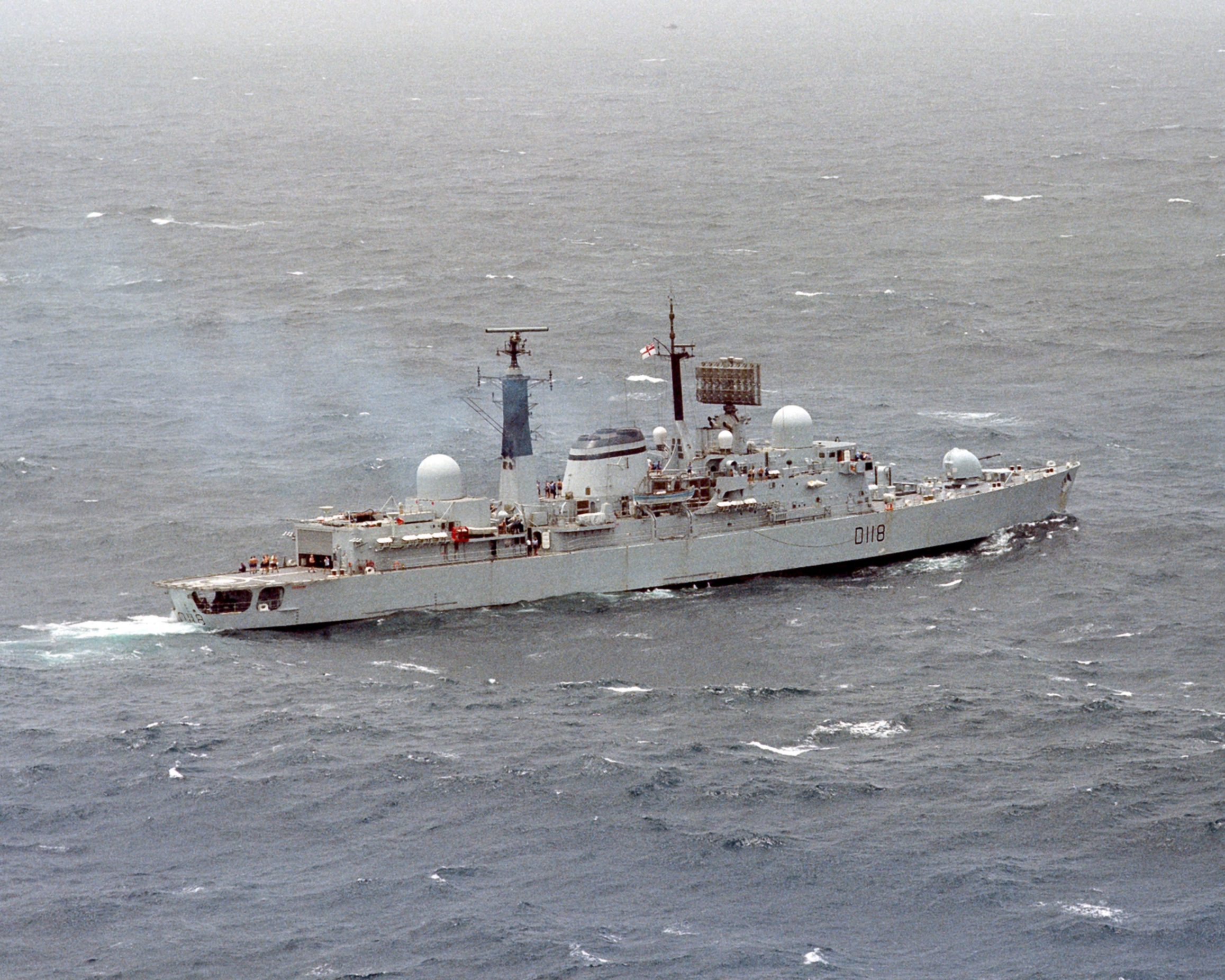
HMS Coventry.

Beställd: 21 maj 1971, Påbörjad: 29 january 1973, Sjösatt: 21 juni 1974, Tagen i tjänst: 10 november 1978, Sänkt 25 maj 1982.

År 1980 genomförde Coventry en lång patrull till Fjärran Östern tillsammans med HMS Antrim och HMS Alacrity där de bland annat genomförde Storbritannien första örlogsbesök till Folkrepubliken Kina på över 30 år. På återvägen blev fartygen omdirigerade till Persiska viken i samband med att Iran–Irak-kriget bröt ut.
I mars 1982 deltog Coventry i en övning vid Gibraltar när Falklandskriget bröt ut och blev omedelbart omdirigerad till Sydatlanten tillsammans med HMS Glamorgan, HMS Glasgow, HMS Arrow och HMS Sheffield. Den 3 maj blev Coventrys helikopter först med att avlossa Sea Skua-robotar i strid när den anföll den argentinska avison ARA Alferez Sobral med två robotar varav den ena träffade. Coventry själv blev också först med att avlossa Sea Dart-robotar i strid den 9 maj. Målet var två argentinska Learjets. Alla tre avlossade robotar missade, men bara med en hårsmån.
Efter förlusten av HMS Sheffield den 4 maj parades Coventry ihop med fregatten HMS Broadsword för att maximera effekten av kombinationen Sea Dart- och Sea Wolf-robotar. Den 25 maj tog Coventry och Broadsword position nordväst om Falklandsöarna för att skydda den brittiska landstigningen i San Carlos. Till en början verkade positionen vara gynnsam och Coventry lyckades skjuta ner två argentinska A-4 Skyhawk vid Pebble island. När argentinarna hade blivit medvetna om hotet anfölls Coventry och Broadsword av två vågor av Skyhawks. Dessa flög så lågt att Sea Dart-systemet inte kunde låsa på dem. I det första anfallet träffades Broadsword av en bomb som inte detonerade, men som förstörde fartygets Lynx-helikopter. I det andra anfallet 90 sekunder senare träffades Coventry av tre bomber i vattenlinjen på babords sida. Två av bomberna detonerade i stridsledningscentralen respektive i förliga maskinrummet medan den tredje bomben trängde igenom skrovet utan att explodera. 20 minuter senare välte Coventry och sjönk. 170 av hennes besättning räddades av Broadsword.

### Glasgow
Beställd: 11 november 1971, Påbörjad: 16 april 1974, Sjösatt: 14 april 1976, Tagen i tjänst: 24 maj 1979, Avrustad: 1 februari 2005

När Falklandskriget bröt ut skickades Glasgow omedelbart ner till Sydatlanten. Tillsammans med systerfartygen Sheffield och Coventry var hon bland de första fartygen som nådde ögruppen. Den 3 maj 1982 anföll hennes Lynx-helikopter den argentinska avison ARA Alferez Sobral med Sea Skua-robotar och skadade henne allvarligt.
Efter förlusten av HMS Sheffield den 4 maj parades Coventry ihop med fregatten HMS Brilliant för att maximera effekten av kombinationen Sea Dart- och Sea Wolf-robotar. På morgonen den 12 maj gick Glasgow och Brilliant in i Falklandssundet för att beskjuta Port Stanley med artilleri. Artillerielden drog naturligtvis uppmärksamheten till de båda fartygen som snart anfölls av argentinska A-4 Skyhawks. Brilliant lyckades skjuta ner tre av flygplanen i den första anfallsvågen, men den andra vågen lyckades bättre och en bomb träffade aktre maskinrummet på Glasgow dock utan att explodera. Skadorna reparerades temporärt och fartyget kunde för egen maskin ta sig till Portsmouth för reparation.
År 1999 deltog Glasgow i fredsbevarande insatser i Östtimor. Sin sista patrull genomförde hon i Sydatlanten innan hon avrustades 1 februari 2005. I januari 2009 bogserades hon till Turkiet för skrotning.

### Cardiff
Beställd: 10 juni 1971, Påbörjad: 6 november 1972, Sjösatt: 22 februari 1974, Tagen i tjänst: 24 september 1979, Avrustad: 14 juli 2005

När Falklandskriget bröt ut var Cardiff stationerad i Persiska viken men omdirigerades 23 april till Sydatlanten. Hon seglade till Gibraltar där hon sammanträffade med HMS Bristol och hennes stridsgrupp 14 maj. Den 22 maj upptäcktes en Boeing 707 från argentinska flygvapnet som skuggade stridsgruppen. Cardiff fick order att vända om och försöka skjuta ner flygplanet. Klockan 11:40 avfyrade hon två Sea Dart-robotar från maximal räckvidd. Båda robotarna missade, men lyckades i alla fall jaga bort flygplanet. Den 26 maj kom stridsgruppen fram till Falklandsöarna och Cardiff ersatte den skadade Glasgow. Den 6 juni sköt Cardiff av misstag ner en brittisk Gazelle-helikopter varvid alla fyra ombord dödades. Drygt en timme senare undveks ytterligare ett vådaskjutningstillbud med en hårsmån när Cardiff upptäckte fyra mindre fartyg och avlossade lysgranater mot dem. Fartygen visade sig vara fyra brittiska landstigningsbåtar. Den 13 juni anfölls Cardiffs helikopter av två argentinska Dagger-flygplan. Helikoptern lyckades undkomma genom skickliga undanmanövrar. Senare samma dag sköt Cardiff ner en argentinsk Canberra med en Sea Dart-robot. Dagen efter kapitulerade de argentinska styrkorna på Falklandsöarna och det blev Cardiff som officiellt accepterade kapitulationen.

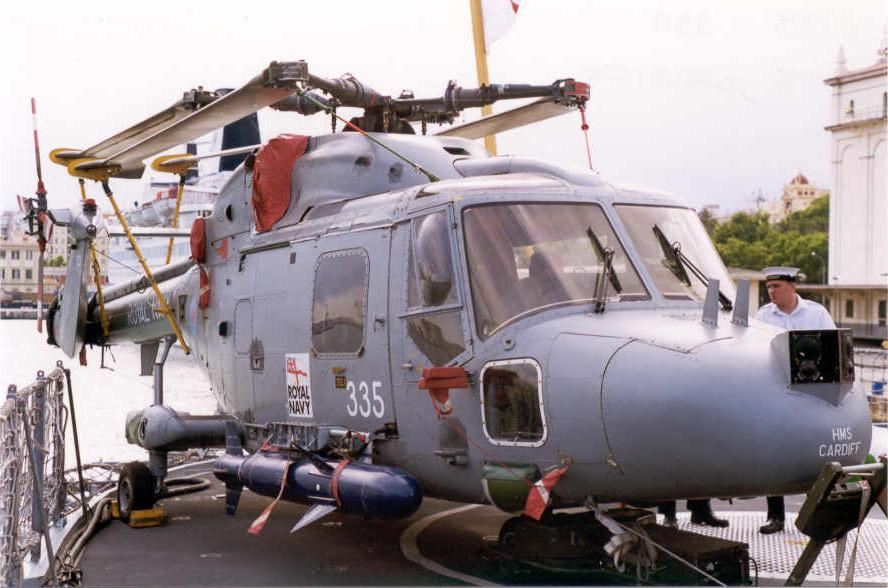
Cardiffs helikopter Lynx 335 beväpnad med Sea Skua-robotar.

I augusti 1990 var Cardiff flaggskepp för Stridsgrupp X i Persiska viken som dessutom omfattade HMS Brazen, HMS London och HMS Gloucester. Den 24 januari anföll Cardiffs helikopter en irakisk landstigningsstyrka på väg mot Khafji och lyckades sänka ett fartyg med Sea Skua-robotar. I februari sänkte hon ytterligare två irakiska fartyg. Efter Gulfkriget genomförde Cardiff en patrull i Karibien i jakt på narkotika och genomförde även humanitära insatser på ön Eleuthera som drabbats hårt av orkanen Andrew. I oktober 1994 var Cardiff tillbaka i Persiska viken som svar på en ny irakisk uppladdning längs den kuwaitiska gränsen. Under återvägen till Storbritannien i november besökte hon Beirut och Tunis. År 2000 genomförde hon ytterligare en narkotikapatrull i Karibien och humanitärt arbete i Belize efter orkanen Keith. Sin sista patrull genomförde hon i Persiska viken 2003 där hon var mycket framgångsrik i att hindra smuggling till och från Irak. Cardiff avrustades 14 juli 2005 och bogserades till Aliağa i Turkiet för skrotning 21 november 2008 tillsammans med sitt systerfartyg Newcastle.

### Exeter
Beställd: 22 januari 1976, Påbörjad: 22 juli 1976, Sjösatt: 25 april 1978, Tagen i tjänst: 19 september 1980, Avrustad: 27 maj 2009

Exeter var det första fartyget i klassen som byggdes enligt den modernare batch 2-standarden, något som huvudsakligen innebar modernare radar och sonar. Från början hade hon också en bottenbehandling av polymer med en distinkt turkos färg. Den ersattes med en mer konventionell terrakottafärgad bottenmålning efter Falklandskriget.
Våren 1982 var Exeter stationerad i Karibien, men efter förlusten av HMS Sheffield 4 maj omdirigerades hon till Sydatlanten. Under Falklandskriget sköt hon ner tre argentinska flygplan med sina Sea Dart-robotar (två A-4C Skyhawk 30 maj och en Learjet 7 juni).
Under Gulfkriget agerade hon luftförsvarseskort åt det amerikanska slagskeppet USS Wisconsin. I juni 2007 intog Exeter en hedersplats vid 25-årsjubileet av segern i Falklandskriget som det sista fortfarande tjänstgörande fartyget som deltagit i konflikten. Exeter avrustades 27 maj 2009 och användes efter det som träningsfartyg för utbildning av bogserbåtsbesättningar. Hon såldes som skrot 28 mars 2011 och bogserades iväg till Turkiet för upphuggning 23 september.

### Southampton
Beställd: 17 mars 1976, Påbörjad: 21 oktober 1976, Sjösatt: 29 januari 1979, Tagen i tjänst: 31 oktober 1981, Avrustad: 12 februari 2009

### Liverpool

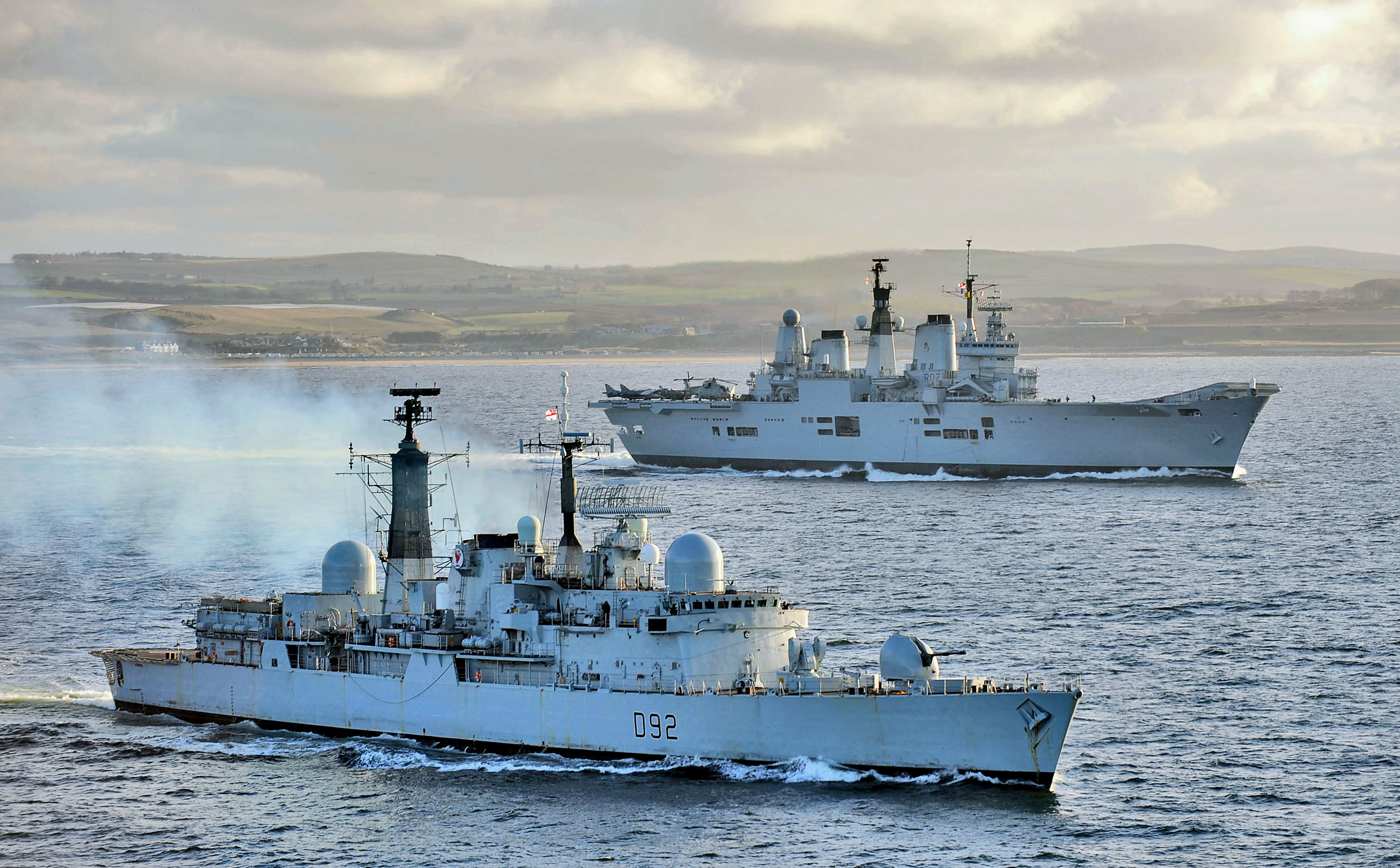
Liverpool eskorterar under övningen Joint Warrior i april 2010.

Beställd: 27 maj 1977, Påbörjad: 5 juli 1978, Sjösatt: 25 september 1980, Tagen i tjänst: 1 juli 1982, Avrustad: 30 mars 2012.

När Liverpool togs i tjänst hade Falklandskriget precis slutat. Hennes första uppdrag blev trots det en patrull i Sydatlanten för att avlösa de fartyg som deltagit i konflikten och som snart vände hemåt. År 1995 deltog hon i evakueringen av Montserrat efter vulkanen Soufrière Hills utbrott 18 juli. I september 2002 demonstrerade Liverpool att den senaste versionen av Sea Dart kunde användas effektivt mot lågflygande sjömålsrobotar, en brist hos de tidigare versionerna som visat sig ödesdiger under Falklandskriget.
I mars 2011 avlöste hon fregatten HMS Cumberland i operation Unified Protector i Medelhavet. Den 12 maj blev Liverpool beskjuten av raketer från ett kustbatteri utanför Misrata. Ingen av raketerna träffade, men Liverpool besvarade elden med sin 114 mm kanon och slog ut batteriet. Den 28 juni gav Liverpools kanon eld igen, den här gången mot libyska fartyg som misstänktes försöka minera Misratas hamn. Den 3 augusti blev hon återigen beskjuten med raketeld, den här gången utanför Zliten. Även den här gången besvarades elden med 114 mm granater. Eldgivningen misslyckades med att slå ut batteriet som 16 augusti återigen gav eld mot Liverpool som den här gången lyckades tysta batteriet med moteld. Senare samma dag avfyrade hon 54 granater mot en konvoj libyska stridsfordon. Totalt hade hon avfyrat över 200 granater innan hon återvände till Portsmouth i november.
Liverpools sista uppdrag var att delta i övningen Cold Response i mars 2012 där hon agerade luftförsvarseskort åt hangarfartyget HMS Illustrious och amfibiefartyget HMS Bulwark. Hon avrustades 30 mars 2012.

### Nottingham
Beställd: 1 mars 1977, Påbörjad: 6 februari 1978, Sjösatt: 18 februari 1980, Tagen i tjänst: 14 april 1983, Avrustad: 11 februari 2010.

Den 7 juli 2002 gick Nottingham på grund utanför Lord Howeön öster om Australien. Vid grundstötningen slets ett 50 meter långt hål upp i skrovet och vattenfyllde fem avdelningar. Fartyget var nära att sjunka, men hon kunde räddas genom att alla Sea Dart-robotar och 114 mm granater avlägsnades från fartyget. Den 6 augusti kunde Nottingham bogseras in till Newcastle. Det var inte självklart att det skulle vara lönsamt att reparera fartyget, men till sist kom man i alla fall fram till att det var billigare att reparera Nottingham än att uppgradera någon av de äldre fartygen i klassen till hennes standard. Den 15 oktober bogserades hon till Sydney och lastades ombord på M/V Swan för vidare transport till Storbritannien. Den 9 december var hon framme i Portsmouth. Hon var åter i tjänst i juli 2004. Trots de 39 miljoner pund som hennes reparation kostat så placerades hon i malpåse i april 2008 för att slutligen avrustas 11 februari 2010. Den 28 mars 2011 såldes hon som skrot och bogserades till Turkiet för upphuggning 19 oktober samma år.

### Manchester
Beställd: 10 november 1978, Påbörjad: 19 maj 1978, Sjösatt: 24 november 1980, Tagen i tjänst: 16 december 1982, Avrustad 24 februari 2011.

När Manchester togs i tjänst bestod hälften av hennes besättning av sjömän från de förlorade fartygen HMS Sheffield och HMS Coventry. Hennes första patrull var också i Sydatlanten sommaren 1983–1984. År 1986 genomförde hon en världsomsegling med flottbesök i ett flertal länder. År 1988 fick Manchester besök av Margret Thatcher under sin patrullering i Persiska viken. Under Gulfkriget tjänstgjorde hon i Persiska viken som luftförsvarseskort. Under 2005–2005 tjänstgjorde Manchester i Medelhavet där hon bland annat deltog i övningen Destiny Glory. I juli 2009 seglade hon till Bermuda för att delta i 400-årsjubileet av ögruppens status som brittisk koloni. Under samma resa besökte hon även Kap Verde, Colombia, Brasilien och Falklandsöarna. År 2010 var hon återigen i Karibien på narkotikapatrull. Den 15 november blev hon det första brittiska örlogsfartyget att besöka Havanna sedan Kubanska revolutionen. Under den här patrullen hade hon även ett TV-team från Channel Five ombord som spelade in dokumentären Royal Navy Caribbean Patrol . Manchester avrustades 24 februari 2011.

### York

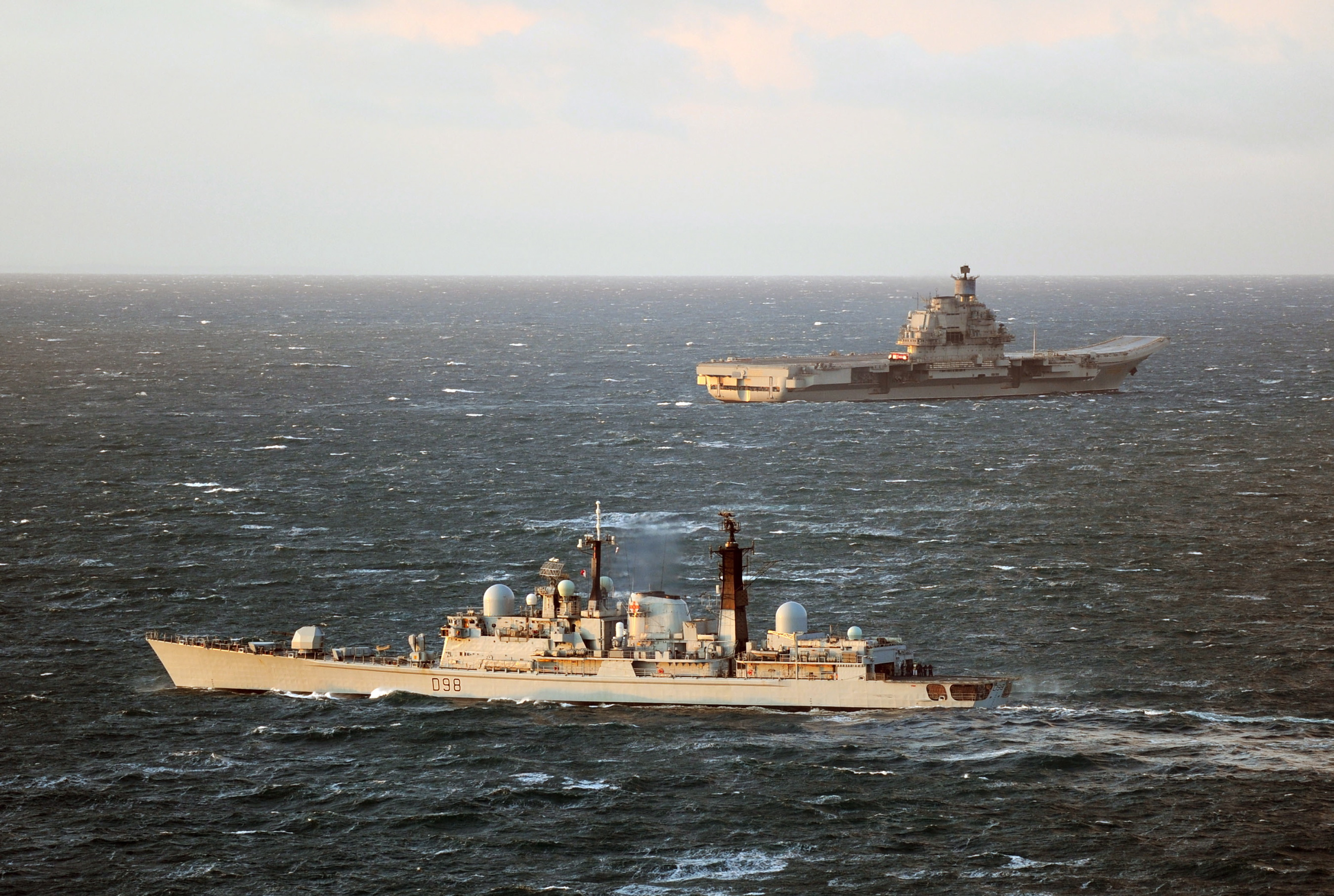
York skuggar Admiral Kuznetsov öster om Skottland, 12 december 2011.

Beställd: 25 april 1979, Påbörjad: 18 januari 1980, Sjösatt: 21 juni 1982, Tagen i tjänst: 9 augusti 1985, Avrustad: 27 september 2012

Under invasionen av Irak 2003 tjänstgjorde York i Persiska viken som luftförsvarseskort för HMS Ark Royal. Under Libanonkriget 2006 deltog hon och HMS Gloucester i evakueringen av brittiska medborgare från Beirut till Cypern. I februari 2011 var hon återigen i Medelhavet för att evakuera brittiska medborgare från Libyen. Under december 2011 skuggade hon det ryska hangarfartyget Admiral Kuznetsov i Norska havet, Nordsjön och Atlanten eftersom Kuznetsovs övningar så nära de brittiska öarna var mycket oroande för brittiska flottan. York avrustades 27 september 2012.

### Gloucester
Beställd: 27 mars 1979, Påbörjad: 29 oktober 1979, Sjösatt: 2 november 1982, Tagen i tjänst: 11 september 1985, Avrustad: 30 juni 2011.

Under Gulfkriget agerade Gloucester luftförsvarseskort åt det amerikanska slagskeppet USS Missouri i Persiska viken. Den 25 februari 1991 sköt Gloucester ner en irakisk Silkworm-robot som avfyrats mot Missouri. Det var första gången som en sjömålsrobot sköts ner av luftvärnsrobotar i strid. Under Gulfkriget anföll Gloucesters helikopter också ett flertal irakiska fartyg med Sea Skua-robotar.
I juli 2006 gjorde Gloucester tre vändor Beirut–Cypern för att evakuera brittiska medborgare undan kriget i Libanon. Hennes sista uppdrag var att agera motståndare mot en amerikansk flottstyrka under övningen Saxon Warrior i maj 2011. Gloucester avrustades 30 juni 2011.

### Edinburgh

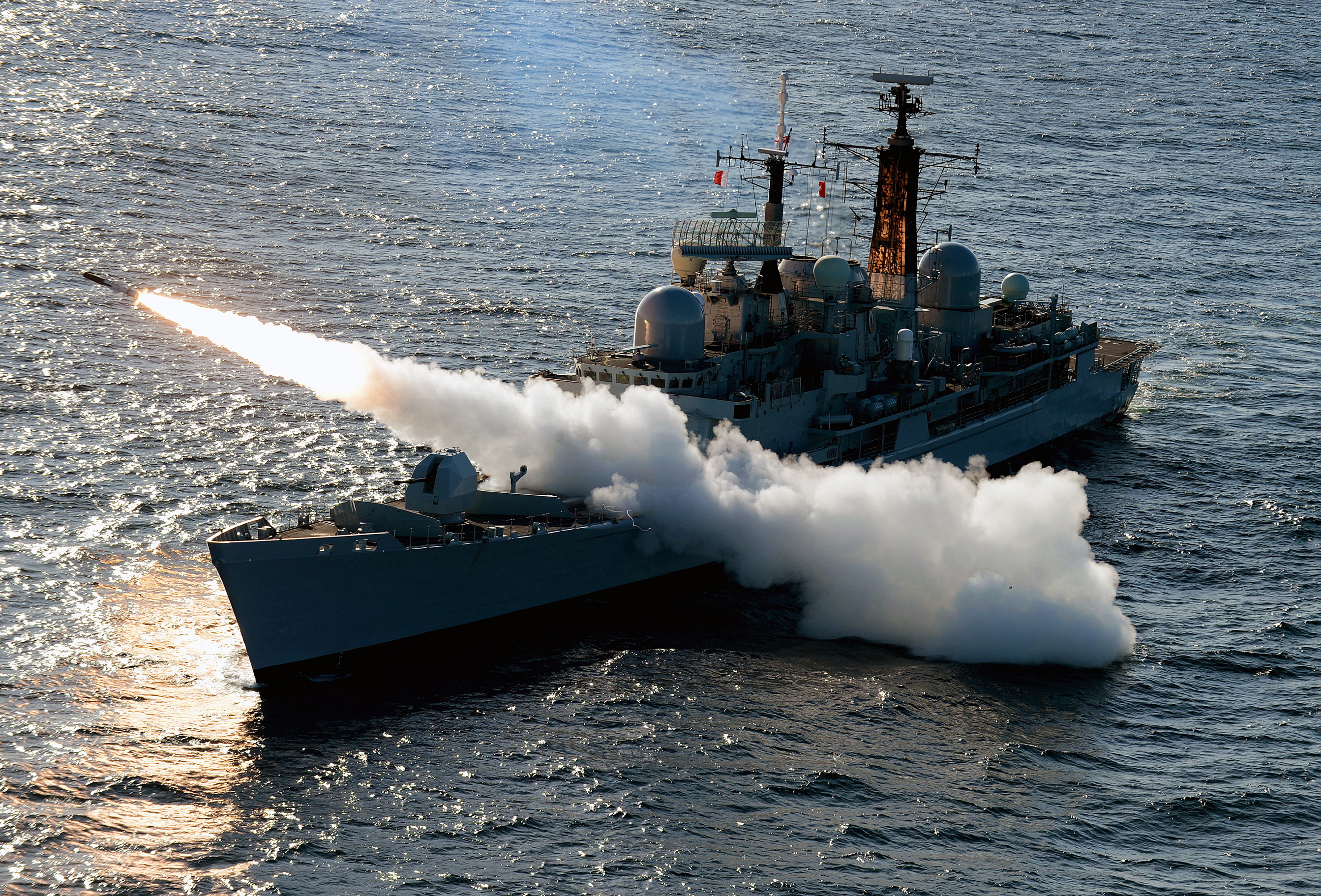
Edinburgh avfyrar den sista Sea Dart-roboten mot en målrobot nordväst om Skottland, 13 april 2012.

Beställd: 25 april 1979, Påbörjad: 8 september 1980, Sjösatt: 13 april 1983, Tagen i tjänst: 17 december 1985, Avrustad: 9 juni 2012.

Under invasionen av Irak var Edinburgh luftförsvarseskort åt amfibiefartyget HMS Ocean och gav också understöd åt hennes marinsoldater i land. I maj 2004 förflyttades hon till Medelhavet för att delta i operation Active Endeavour. År 2005 deltog hon i övningarna Neptune Warrior utanför Skottland och BALTOPS i Östersjön vilket inkluderade flottbesök i Stockholm och Tallinn. Från februari till juli 2008 genomförde hon en patrull i Persiska viken, Indiska oceanen och ett besök i Singapore. Under 2011 genomförde hon en patrull i Sydatlanten där hon bland annat besökte Kap Verde och Falklandsöarna. Den 13 april 2012 genomförde hon den sista skarpskjutningen med Sea Dart-robotar. När hon avrustades 9 juni samma år var hon det sista aktiva fartyget i sin klass och det sista fartyget bestyckat med Sea Dart-robotar i brittiska flottan.

### Hércules
Beställd: 18 maj 1970, Påbörjad: 16 juni 1971, Sjösatt: 24 oktober 1972, Tagen i tjänst: 12 juli 1976

Under inledningen av Falklandskriget var Hércules flaggskepp för en jagarstyrka längre ut till havs som hade i uppgift att skydda landstigningen. Efter landstigningen tjänstgjorde Hércules tillsammans med Santísima Trinidad som luftförsvarseskort åt ARA Veinticinco de Mayo.
Hércules skickades år 2000 till Talcahuano i Chile för att byggas om till amfibiefartyg. Helikopterhangaren förstorades för att ge plats åt två stycken Sea King-helikoptrar och under däck byggdes hon om för att kunna bära ett förstärkt kompani marininfanteri.

### Santísima Trinidad
Beställd: 18 maj 1970, Påbörjad: 11 oktober 1971, Sjösatt: 9 november 1974, Tagen i tjänst: 1 juli 1981

Santísima Trinidad är det enda fartyget i klassen som inte var byggt i Storbritannien. Hon byggdes på licens i Buenos Aires utanför Buenos Aires. Bygget försenades bland annat av ett sabotage utfört av gerillarörelsen Montoneros 22 augusti 1975 då en mina placerades på botten under fartyget. Minan var för liten för att sänka fartyget, men den vållade trots det omfattande skador som försenade bygget med cirka ett år.
Under inledningen av Falklandskriget var Santísima Trinidad flaggskepp för den argentinska landstigningsstyrkan. Efter landstigningen tjänstgjorde både Santísima Trinidad som luftförsvarseskort åt hangarfartyget ARA Veinticinco de Mayo. Sent på kvällen den 1 maj 1982 rapporterade en Tracker från Veinticinco de Mayo att den siktat ett okänt jetflygplan. Santísima Trinidad slog på sin radar och identifierade en Sea Harrier som omedelbart vände och lämnade platsen. Dagen efter torpederades den argentinska kryssaren ARA General Belgrano söder om Falklandsöarna, något som avslöjade en fara som hotade även Veinticinco de Mayo. Stridsgruppen drog sig därför tillbaka till skydd av grundare vatten närmare kusten. Santísima Trinidad närmade sig åter Falklandsöarna 8 juni för att understödja argentinska flygvapnets anfall mot den brittiska landstigningen i Bluff Cove. När fientligheterna hade upphört i mitten av juni eskorterade hon det brittiska lastfartyget S/S Canberra med 3 000 argentinska krigsfångar ombord till Puerto Madryn.
Vapenembargot mot Argentina gjorde det omöjligt att få tag i reservdelar till Hércules och Santísima Trinidad. Därför placerades Santísima Trinidad i malpåse 1989 och plundrades på reservdelar till Hércules. Den 21 januari 2013 sjönk Santísima Trinidad vid sina förtöjningar i Puerto Belgrano efter en längre tids förfall.